# Eduard August von Saher
Eduard August von Saher (Breda, 9 augustus 1849 - Haarlem, 4 februari 1918) was een beeldhouwer, directeur/conservator van het Museum van Kunstnijverheid en de School voor Kunstnijverheid in Haarlem.

## Leven
De vader van Eduard von Saher was van Duitse afkomst en diende als officier in Nederlands-Indië. Eduard August von Saher werd geboren in Breda en zou daar de Militaire academie volgen maar werd afgekeurd op zijn ogen. Zijn vader was inmiddels overleden en hij besloot geld te verdienen in de beeldhouwkunst, hoewel dat als officierszoon ongepast was. Als compromis werd besloten in het buitenland het vak te beoefenen. Hij begon daarop zijn carrière als assistent-beeldhouwer in Brussel. Hij verbleef later in Parijs, Duitsland en Boedapest.
In 1880 werd hij vanwege zijn praktische vaardigheden gevraagd de op te richten School voor Kunstnijverheid te leiden. Hij werd ook conservator aan het bijbehorende museum. Als conservator werd hij bekend met gipsafgietsels van Javaanse Hindoemonumenten gemaakt voor de Wereldtentoonstelling in Parijs in 1889. In 1899 volgde hij Frederik Willem van Eeden als directeur van het Museum van Kunstnijverheid op.
Door de Nederlandse overheid is hij benoemd als jurylid voor tentoonstellingen in Amsterdam, Chicago, Parijs en Turijn. Ook was hij secretaris van de Nederlandsche Kantwerkschool in Den Haag.

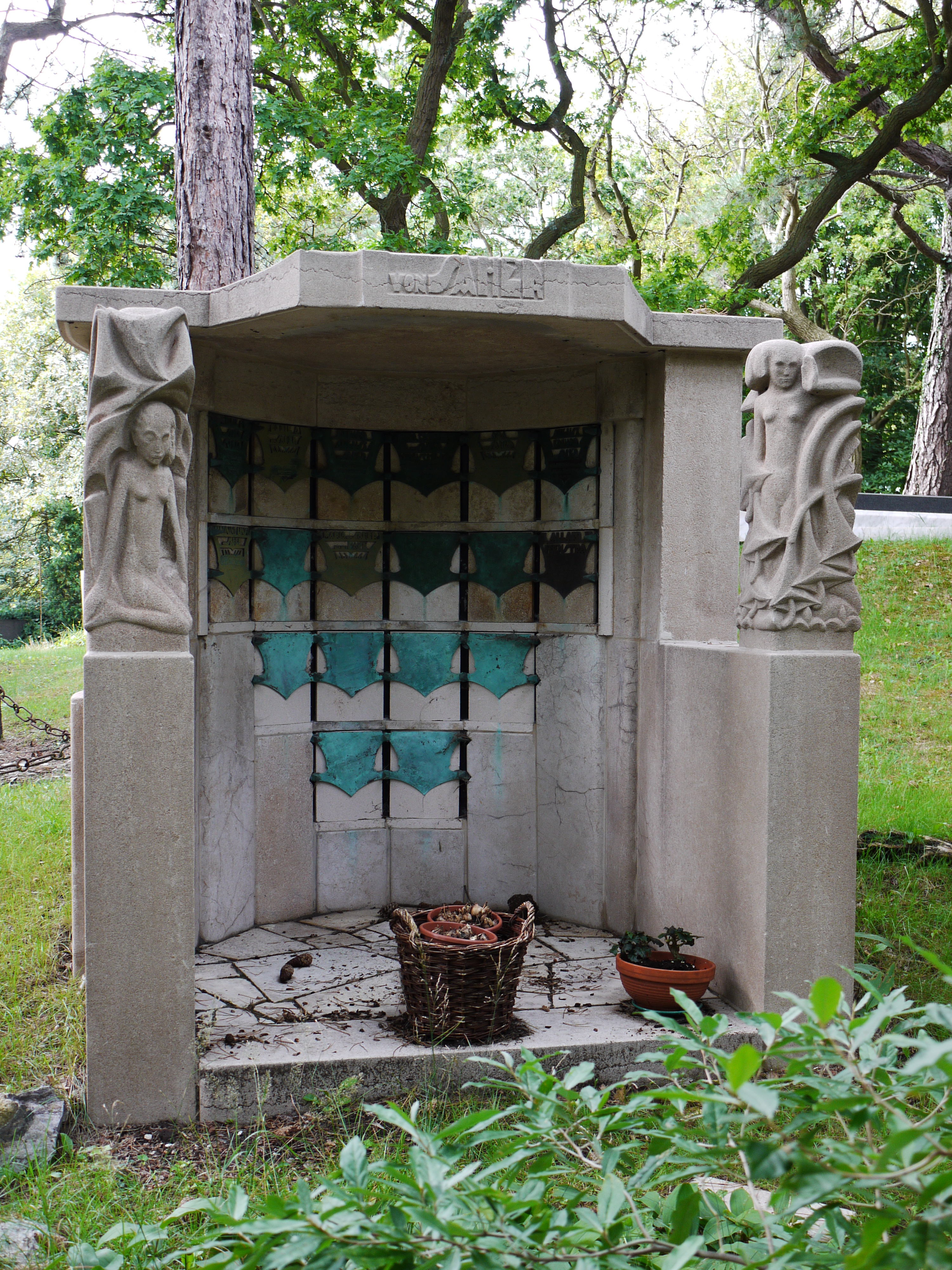
urnenmonument Von Saher

Hij overleed in 1918 in Haarlem en werd bijgezet in een familiegraf op begraafplaats Westerveld in Driehuis. Het urnenmonument ontworpen door Hildo Krop werd in 1920 voltooid en is een Rijksmonument.
Zijn zoon August Eduard von Saher (1890-1973) werd advocaat en trouwde in 1919 met Ada Crone. In 1950 hertrouwde hij met Dési von Halban, weduwe van Jacques Goudstikker.

## Onderscheidingen[7]
- Ridder in de Orde van Oranje-Nassau
- Ridder in het Legioen van Eer (Frankrijk)
- Commandeur in de Kroonorde van Italië
- Ridderkruis 3e klasse in de Kroonorde van Pruissen
- Ridder in de Kroonorde van België

## Publicaties
- Beschouwingen over onze ambachtsnijverheid, Tijdschrift uitgegeven door de NMN, juni 1891, pp. 93–109.
- Bosnië en Herzegowina op de Wereld-Tentoonstelling te Brussel in 1897 II, Tijdschrift uitgegeven door de NMN, pp. 68–77
- De versierende kunsten in Nederlandsch-Oost-Indië, 1899
- Insulinde, een droom, 1899[8]

- Biografisch Portaal: 61920023
- RKD-Nederlands Instituut voor Kunstgeschiedenis: 346563
- Virtual International Authority File: 290372810